# Rohini (família de satélites)
Rohini foi o nome atribuído a uma família de satélites lançados pela Indian Space Research Organisation (ISRO). Essa "família" consistiu de
quatro satélites, todos lançados pelo Satellite Launch Vehicle (SLV), sendo que um deles falhou ao tentar atingir a órbita.
Os satélites dessa família foram todos experimentais visando qualificar o veículo lançador SLV.

## Membros da família

### RTP
O primeiro membro da família de satélites, foi identificado simplesmente como Rohini Technology Payload (RTP).
Era um satélite de 30 kg, contendo principalmente instrumentos para monitorar o veículo lançador, estabilizado por rotação 
e usando uma bateria de 3W de potência. Foi lançado em 10 de agosto de 1979 do Satish Dhawan Space Centre (SDSC), sem no entanto chegar a orbitar,
pois o veículo lançador funcionou apenas parcialmente, e a carga útil caiu no Golfo de Bengala 317 segundos depois do lançamento.

### RS-1
O segundo satélite da série, também pesava 35 kg. A principal diferença era uma bateria mais potente (16W).
Esse foi o primeiro lançamento bem sucedido tanto do satélite quanto do veículo lançador. Ocorreu em 18 de julho de 1980 a partir do SDSC, atingindo a órbita planejada
de 305 x 919 km e inclinação de 44.7°. O satélite transmitiu dados do comportamento do 4° estágio do foguete e teve uma vida útil de 20 meses.

### RS-D1
O terceiro satélite da família, manteve a bateria de 16W, mas pesava 38 kg e incluiu uma câmera de sensoriamento remoto que funcionou a contento. 
Lançado em 31 de maio de 1981, foi considerado um sucesso parcial, pois devido a alguns problemas no veículo lançador, ele não atingiu a órbita pretendida, conseguiu 
apenas uma órbita de 186 x 418 km e 46° de inclinação, permanecendo em órbita por apenas 9 dias.

### RS-D2
O último satélite da série, foi um completo sucesso. Pesando 41,5 kg, manteve a bateria de 16W e uma câmera ainda mais sofisticada, capaz de fotografar
espectros visíveis e de infravermelho, que retornou mais de 5.000 imagens. Lançado em 17 de abril de 1983, atingiu a órbita de 371 x 861 km e 46° de inclinação. 
Esse satélite ficou em operação por 17 meses, só tendo reentrando na atmosfera em 19 de abril de 1990.